# Kössentöbele
Kössentöbele (westallgäuerisch: Khessətebələ; veraltet: Kessentöbele) ist ein Gemeindeteil der Gemeinde Gestratz im bayerisch-schwäbischen Landkreis Lindau (Bodensee).

## Geographie
Der Weiler liegt circa 0,5 Kilometer nördlich des Hauptorts Gestratz am Kaplanoibach und zählt zur Region Westallgäu.

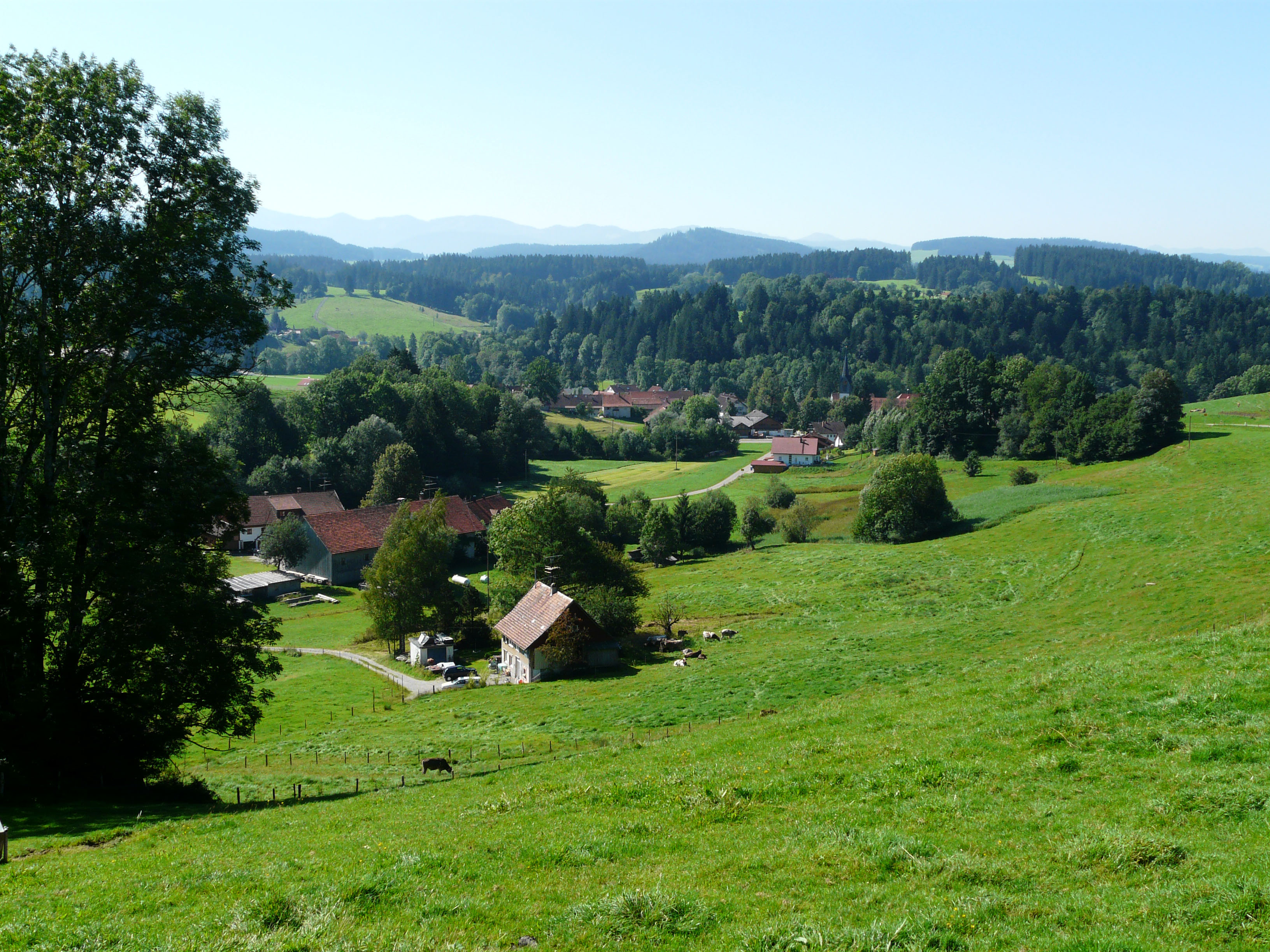
Kössentöbele (li.) und Gestratz (re.) von Norden

## Ortsname
Der Ortsname setzt sich vermutlich aus dem mittelhochdeutschen bzw. alemannischen Wort kezzi für Kessel sowie der Verkleinerungsform von Tobel, Töbele zusammen.

## Geschichte
Kössentöbele wurde urkundlich erstmals im Jahr 1742 erwähnt, als die Vereinödung mit vier Teilnehmern stattfand. Im Jahr 1818 wurden vier Wohngebäude im Ort gezählt. Kössentöbele gehörte einst dem Gericht Grünenbach in der Herrschaft Bregenz an.

## Baudenkmäler
Siehe: Liste der Baudenkmäler in Kössentöbele